# Rosice
Rosice é uma cidade checa localizada na região de Morávia do Sul, distrito de Brno-Venkov‎.